# مسجد ترجان
مسجد ترجان مربوط به دوره قاجار است و در شهرستان سقز، روستای ترجان واقع شده و این اثر در تاریخ ۱۰ دی ۱۳۸۱ با شمارهٔ ثبت ۶۸۹۳ به‌عنوان یکی از آثار ملی ایران به ثبت رسیده است.